# Tobruque
Tobruque ou Tubruque (em árabe: طبرق; romaniz.: Ṭubruq) é uma cidade da Líbia, capital do distrito de Butnane. Segundo censo de 2012, havia 138 353 residentes.

## História
Foi uma colônia grega sob nome de Antipirgo (Antipyrgus/Antipyrgos). Tobruque tem um forte, natural e bem protegido porto. Provavelmente o melhor porto natural no Norte de África, e com a falta de outros importantes portos próximos, torna-se assim o mais populoso. Em 1911, na Guerra ítalo-turca, o então jovem capitão Kemal Atatürk venceu o exercito italiano na Batalha de Tobruque. Na Segunda Guerra Mundial a cidade e a fortaleza Tobruque foram palco, em 1941 do Cerco de Tobruque.